# TVmatrix
TVmatrix war eine Webseite mit aktuellen Fernsehnachrichten, Hintergrundberichten, Fernsehtipps und einem Diskussionsforum, das verschiedene regionale Varianten für den deutschsprachigen Raum (Deutschland, Österreich und die Schweiz) anbot. TVmatrix wurde 1998 gegründet. Seit Mai 2011 wurde die Seite nicht mehr aktualisiert. Im April 2012 wurde das Angebot komplett aus dem Netz genommen.
Die Seite wurde von einem jungen Team mit Mitarbeitern aus allen drei Staaten hergestellt und sprach interessierte Fernsehzuschauer wie in der Branche Tätige gleichermaßen an. Jeden Monat erschienen mehrere verschiedene Magazinreihen wie zum Beispiel Hintergrundberichte, Interviews, Kolumnen usw.

## Geschichte
1998 entstand aus einer Protestbewegung gegen Änderungen an der Ausstrahlung der Simpsons auf ProSieben die Internetseite ContraSieben. Sie erzeugte schließlich soviel Druck, dass Anfang Oktober 1998 der Münchener Privatsender die Mitarbeiter des Projekts zu einer Konferenz einfliegen ließ und die Ausstrahlung erneut änderte (seither werden auch Sonderabspänne gezeigt, die Zensur bzw. Zurückhaltung einiger Folgen wurde beendet und man platzierte die Werbung innerhalb einer Schwarzblende). Es erfolgten eine Reihe weiterer Proteste auch gegen andere Sender, die schließlich zur Folge hatten, dass das Angebot ContraSiebens ausgebaut wurde.
Im September 1999 benannte sich das Projekt in TVmania um, welches ab diesem Zeitpunkt neutral über das deutsche Fernsehen berichten sollte. Die Einführung eines Diskussionsforums hatte die langjährige Bindung der Besucher an das TVmania zur Folge. Ab März 2000 sollten die Nachrichten weiter in den Mittelpunkt der Seite rücken, nebenbei führte man Kolumnen und Hintergrundberichte ein und das Angebot konnte durch österreichische und schweizerische Mitarbeiter auf den gesamten deutschsprachigen Raum Europas ausgeweitet werden.
Ab November 2000 kooperierten TVmania und die Internetplattform boardy.de, deren Macher sich von der Kooperation eine schnelle Bekanntheit im Internet versprachen, miteinander. Das Team von TVmania wechselte daraufhin zum neuen Projekt tvboardy.de (TVmania war inzwischen eine geschützte Marke). Nach einigen Problemen wollte jedoch der ehemalige Gründer von TVmania, Tobias Book, wieder ein unabhängiges Medienportal schaffen und gründete im Juli 2001 tvMatrix (inklusive der entsprechenden Domain).
Bis 2002 bestand die Kooperation zwischen dem Team von TVmania bzw. tvMatrix mit boardy.de weiter. Ab Mitte Februar 2002 wurde ein eigenes Internetforum eingerichtet, das bis zur Schließung der Seite, ein wichtiges Standbein von TVmatrix darstellte. Nach einigen Monaten verließ Gründer Tobias Book tvMatrix endgültig und wurde von Andreas Kräuter abgelöst, seither ist der Österreicher Herausgeber des Medienportals und Chefredakteur.
Im Juli 2003 ging mit dem Start der Domains tvmatrix.at und tvmatrix.ch ein neues Design online. Seitdem trug das Medienportal den Namen TVmatrix. Das Angebot wurde durch Kolumnen (bspw. in Zusammenarbeit mit Michael Koslar (ehemaliger Moderator auf VOX und tm3), Natalie Langer (ehemalige Big-Brother-Bewohnerin und ehemalige Moderatorin auf 9live), Thomas Bug (Moderator des WDR), Axel Dürr (Pressesprecher der KabelBW) oder Comedian Simon Gosejohann (comedystreet, ProSieben)) sowie Reportagen und Interviews ergänzt. Eine weitere etablierte Medien-Kolumne stellte das Magazin seinen Besuchern mit „Durchschaut!“ zur Verfügung.
Seit Mitte Mai 2007 belieferte TVmatrix die Teletexte der Fernsehsender Tele 5, RTL Shop und rheinmaintv sowie seit August 2003 das Teletextportal des österreichischen Privatsenders ATV mit aktuellen Medienmeldungen. Seit Mitte April 2008 wurde diese Kooperation mit PMS-Interactive sowohl in den Teletexten selbst als auch mit DMAX um einen weiteren TV-Sender erweitert.
Mitte Februar 2008 wurde das Angebot durch einen Kinobereich erweitert. Durch die enge Zusammenarbeit mit der Kinokette CinemaxX wurden so Kinonachrichten, -charts und -kolumnen angeboten.
Seit April 2008 wurde TVmatrix durch den Onlinevermarkter QUARTER MEDIA vermarktet. Der Medienexperte Borris Brandt schrieb seit Juli 2010 eine Medienkolumne für TVmatrix. Außerdem bot man seit August 2010 eine monatliche TV-Sportkolumne des Sport-Journalisten Christian Sprenger an. Des Weiteren hatte das Entertainmentmagazin sein Angebot um die Interviewreihe „TVIP - Der Talk“ erweitert.
Am 16. Mai 2011 hat TVmatrix seinen Dienst eingestellt. Die Internetadresse wurde seit dem Frühjahr 2012 auf eine Facebook-Seite verlinkt. Obwohl 2011 angekündigt wurde, die Seite umzugestalten und neu zu starten, ist aktuell (Ende Mai 2018) weiterhin davon nichts zu sehen. Mit einer Wiederaufnahme des Betriebs ist nicht mehr zu rechnen, da die Seite mittlerweile komplett offline genommen wurde.

## Trivia
- Bundesweit bekannt wurde die Seite durch das Sonderforum für Call-In, das in mehreren Fernsehbeiträgen Grundlage der Recherche über (un-)seriöse Ratespiele, zum Beispiel beim Privatsender 9Live, war.

- Auf Grund einer Abmahnung der Internetseite call-in-tv.de durch den Call-In-Produzenten Callactive solidarisierte sich das Medienmagazin TVmatrix von August bis November 2007 erneut mit dem Gegner von Call-In-Formaten und reduzierte seine Berichterstattung über den US-Fernsehkonzern Viacom, dessen Deutschlandtochter MTV Networks Germany, den in Deutschland, Österreich und der Schweiz betriebenen Sender MTV, VIVA, NICK und Comedy Central sowie dem früheren Eigentümer Callactives Endemol.

- Durch eine Kooperation mit dem Münchener Spielfilmsender Tele 5 hatten die Besucher im Rahmen der Oscar-Verleihung des Portals im Februar 2008 die Gelegenheit für ihren Wunschfilm abzustimmen, den sie am 24. Februar im Programm des Senders sehen konnten.